# Life OK
Life OK foi um canal de televisão pago indiano de propriedade da Star India. Foi lançado em 18 de dezembro de 2011, substituindo o Star One.
Também começou a ser exibido nos Estados Unidos em 1º de março de 2012, e no Reino Unido e Irlanda em 28 de maio do mesmo ano. Lançou seu próprio feed de alta definição em outubro de 2012.
Em 9 de setembro de 2012, a transmissão do drama Devon Ke Dev...Mahadev registrou uma audiência de 8,2, e seu maior TRP (ponto de classificação da televisão) de 167.
O canal foi renomeado como Star Bharat em 28 de agosto de 2017.